# 遼寧瀋陽三生飛豹籃球倶楽部
遼寧瀋陽三生飛豹籃球倶楽部（簡体字：辽宁沈阳三生飞豹篮球俱乐部、英語：Liaoning Shenyang Sansheng Flying Leopards Basketball Club）は、中華人民共和国・遼寧省瀋陽市を本拠地とするプロバスケットボールチームである。中国プロバスケットボールリーグ所属。本鋼グループがチーム名スポンサーとなっており、CBA登録名は「遼寧本鋼」となっている。日本語では「遼寧レパーズ」とも呼ばれることもある。

## 歴史
前身は遼寧省籠球隊で、1995年に中国プロバスケットボールリーグに加盟。2001年に正式に防犯ドア製造会社の遼寧盼盼集団のスポンサーで遼寧盼盼籃球倶楽部が発足。
2004–2005シーズンは北部地区優勝を果たしたが、プレーオフでCBA1シーズン目の雲南ブルズに敗れた。2008-2009シーズンから、チーム名を遼寧盼盼籃球倶楽部から遼寧巨龍盼盼籃球倶楽部（辽宁巨龙盼盼篮球俱乐部、遼寧ダイナソーズ、Liaoning Dinosaurs）に改称。
2011年から遼寧衡業集団（辽宁衡业集团）がスポンサーとなり、チーム名を遼寧衡潤飛豹籃球倶楽部（辽宁衡润飞豹篮球俱乐部、遼寧衡潤フライングレパーズ、Liaoning Hengrun Flying Leopards）に改称。
2019-2020シーズンから三生製薬がオーナーとなり、遼寧瀋陽三生飛豹籃球倶楽部に改称。本鋼グループがチーム名命名権スポーンサーとなっており、CBA登録名は「遼寧本鋼」となっている。

## 主な所属選手
- 郭艾倫
- 趙継偉
- 韓徳軍
- 李暁旭
- 賀天挙
- 劉志軒
- 叢明晨